# ترور عماد مغنیه
در ۱۲ فوریهٔ ۲۰۰۸ عماد مغنیه، از فرماندهان ارشد حزب‌الله لبنان، در انفجار خودرویی بمب‌گذاری شده در محله کفر سوسه در دمشق ترور شد. مغنیه، سابقه طولانی در نبرد با نیروهای دفاعی اسرائیل داشت و هدف اصلی تل‌آویو بود. او به‌طور فعال در جنگ ۲۰۰۶ اسرائیل و لبنان شرکت کرد. وی که در فهرست تحت تعقیب‌ترین تروریست‌های اف‌بی‌آی قرار داشت، با انفجار بمب در یک میتسوبیشی پاجرو، فوراً کشته شد. در سال ۲۰۲۴، ایهود اولمرت، نخست‌وزیر سابق اسرائیل، برای نخستین بار علناً اذعان کرد که اسرائیل، مسئول ترور مغنیه بوده است.
پسرش جهاد مغنیه نیز به عضویت حزب‌الله درآمد و در جریان جنگ داخلی سوریه در حادثه ژانویه ۲۰۱۵ مزرعه امل در قنیطره کشته شد. عماد مغنیه در ابتدا در جریان جنگ داخلی لبنان، قبل از تأسیس حزب‌الله، در سال ۱۹۸۲ در جنبش فتح فلسطین شرکت داشت. این ترور به عنوان یک نقص امنیتی و دستاورد اطلاعاتی قابل‌توجه برای اسرائیل توصیف شد که باعث ایجاد سوءظن در مورد خیانت احتمالی در رژیم دمشق شد، به ویژه با توجه به اینکه این حادثه، در منطقه‌ای رخ داد که مقرهای امنیتی در آن قرار داشت.
در پی این ترور، همزمان با سفر منوچهر متکی، وزیر امور خارجه ایران، کمیته مشترک تحقیقات ایرانی-سوری تشکیل شد. در سال ۲۰۱۰، ویکی‌لیکس گزارش داد که حزب‌الله معتقد است، سوریه، در ترور مغنیه، دست داشته است.
حزب‌الله، جانشینی برای عماد مغنیه تعیین کرد که هویت او فاش نشد.

## واکنش‌ها
رسانه‌های سوریه از انفجاری در محله کفر سوسه خبر دادند که در آن یک نفر کشته شد اما از ذکر هویت قربانی، صرف نظر کردند.
ایهود اولمرت، نخست‌وزیر اسرائیل، با انتشار بیانیه‌ای، هرگونه دخالت اسرائیل در این ترور را تکذیب کرد. دانی یاتوم، مدیر سابق موساد، اظهار داشت که از اینکه چه کسی مسئول ترور عماد مغنیه بوده است، آگاه نیست؛ اما این عملیات را یک دستاورد مهم برای جامعه اطلاعاتی می‌داند. یاتوم همچنین خاطرنشان کرد که مغنیه با اسامه بن لادن، رهبر القاعده، برابری می‌کند.
گیدئون عزرا، وزیر محیط زیست اسرائیل، عضو کابینه امنیتی و معاون سابق شاباک، تأیید خود را با ترور مغنیه اعلام کرد. وی از مغنیه با عنوان «کارلوس لبنانی» یاد کرد و او را با تروریست ونزوئلایی زندانی در فرانسه مقایسه کرد.
وزارت خارجه آمریکا اعلام کرد که بدون عماد مغنیه، جهان جای بهتری است. در همین حال، شان مک‌کورمک، سخنگوی کاخ سفید، مغنیه را یک «قاتل خونسرد» توصیف کرد.
حزب‌الله اعلام کرد که مراسم تشییع جنازه مغنیه در ۱۴ فوریه برگزار می‌شود که همزمان با سومین سالگرد ترور رفیق حریری است.